# Хлорофиллин натрия
Хлорофилли́н на́трия (С32H28CN4Na, Sodium Chlorophyllin) представляет собой продукт омыления хлорофилла и натриевые соли жирных и смоляных кислот. Содержит водорастворимые производные хлорофилла. В коммерческом препарате содержится до 30 % производных хлорофилла, 8—10 % неомыляемых веществ, а остальное — соли жирных и смоляных кислот.
По химической природе хлорофилл представляет собой сложный эфир двухосновной хлорофиллиновой кислоты и двух спиртов: метилового и высокомолекулярного спирта фитола. Хлорофиллы имеют порфириновое строение и структурно близки гему.

## Некоторые аспекты применения препарата хлорофиллина натрия
Способность живых организмов сохранять и накапливать хлорофилл и его производные свидетельствует о его важной роли в процессе жизнедеятельности. Это подтверждается интенсивным, особенно в последние годы, использованием препаратов хлорофилла в различных отраслях медицины. Выявлено регулирующее действие препаратов хлорофилла на ферменты в животном организме, в том числе на фибринолитические ферменты в крови человека. Обнаружено ослабление с помощью металлопроизводных хлорофилла действия токсинов кобры и стафилококка, а также ингибирующее воздействие на мутагенез, вызванный бензпиреном. Установлено снижение уровня холестерина под действием медных, железных и натриевых производных хлорофилла.
Производные хлорофилла вводят в состав тонизирующих лечебных препаратов и применяют как противовоспалительные средства. Используются ранозаживляющие свойства препаратов хлорофилла, в том числе при заживлении ран растений. Производные хлорофилла являются сильнодействующими агентами против заболеваний крови, являются уникальными антиязвенными препаратами, их применение нашло себя в урологии. В настоящее время производные хлорофилла испытывают и используют в различных областях онкологии как ингибиторы новообразований, как агенты, способствующие фотодинамической инактивации раковых клеток, повышающие радикальность операций.
Хлорофилл и его производные применяют в стоматологии в качестве средств для раннего обнаружения повреждения эмали зубов и как компоненты зубных паст, предупреждающие пародонтоз и кариес. Водный раствор хлорофиллина натрия успешно используется в качестве ополаскивателя полости рта.